# 西门井
西门井又名涌泉井，位于江西省上饶市婺源县（旧属安徽省徽州府）浙源乡虹关村。
西门井作为凤山村古建群的子项目，已列为婺源县文物保护单位。 